# Rosalba Oxandabarat
Rosalba Oxandabarat (* 12. Oktober 1944 in Salto, Uruguay; † 11. April 2023 in Montevideo) war eine uruguayische Journalistin und Kritikerin.
Oxandabarat gehörte der Grupo de Cine de Arquitectura und von 1969 bis 1973 der Cinemateca del Tercer Mundo an. Die Journalistin, die unter dem Pseudonym La Chica de los lentes für die Wochenzeitung Marcha schrieb, übersiedelte 1974 nach Peru. Zu jener Zeit etablierte sich in Uruguay eine zivil-militärische Diktatur. Es folgte eine Tätigkeit bei La Crónica. Dort schrieb sie unter anderem die Kulturnotizen in der Beilage Variedades und lieferte auch Beiträge in der Nachrichten- und der internationalen Sparte der Zeitung. Anschließend arbeitete sie für die El-Diario-Kultur-Beilage El Caballo Rojo. Die jeweils zum Gründerteam der Monatszeitschrift 30 Días und der Wochenzeitung El Búho gehörende Oxandabarat ließ sich nach ihrer 1985 erfolgten Rückkehr nach Uruguay in Montevideo nieder und arbeitete fortan für die Marcha-Nachfolgerin Brecha. Dort wurde sie insbesondere als Film- und Literaturkritikerin wahrgenommen. Im Juni 2011 war sie Direktorin der Brecha.